# Vittorio Nino Novarese
Vittorio Nino Novarese (* 15. Mai 1907 in Rom; † 17. Oktober 1983 in Los Angeles, Kalifornien) war ein italienischer Artdirector, Drehbuchautor und Kostümbildner, der zweimal den Oscar für das beste Kostümdesign gewann.

## Leben

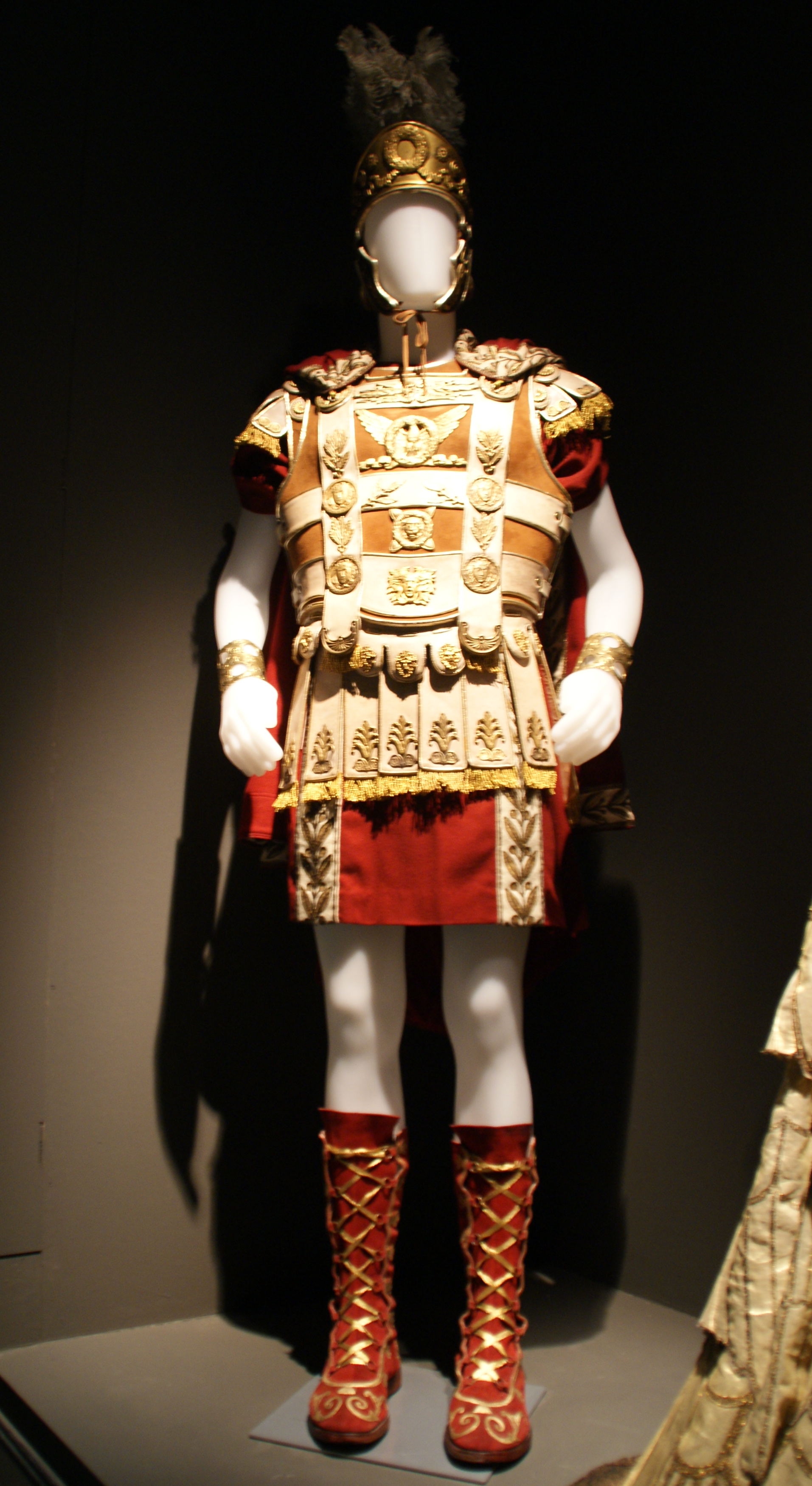
Richard Burtons Kostüm aus dem Film Cleopatra (1963)

Novarese begann Mitte der 1930er Jahre als Kostümbildner, kreierte nach 1860 (1934) die Kostüme für über 50 Filme und verfasste darüber hinaus als Drehbuchautor die Vorlagen für mehr als vierzig Filme wie Messalina (1951) und Wild ist der Wind (1957).
Bei der Oscarverleihung 1950 erhielt er seine erste Oscar-Nominierung für die Kostüme in dem Schwarzweißfilm In den Klauen des Borgia (1949). 1964 erhielt er dann zusammen mit Irene Sharaff und Renié den Oscar für die besten Kostüme für den Farbfilm Cleopatra (1963). Bei der Oscarverleihung 1966 war er gleich zweimal nominiert: Zum einen mit Marjorie Best für den Farbfilm Die größte Geschichte aller Zeiten (1965), zum anderen für den Farbfilm Michelangelo – Inferno und Ekstase (1965).
Für Cromwell – Krieg dem König (1970) erhielt er 1971 nicht nur seinen zweiten Oscar für das beste Kostümdesign, sondern auch eine Nominierung für den BAFTA Award der British Academy of Film and Television Arts (BAFTA).
Zuletzt war er 1981 zweimal für den Emmy nominiert: Einerseits für die Kostüme in dem vom Columbia Broadcasting System (CBS) produzierten Fernsehfilm Peter and Paul (1981), andererseits für die vierte Folge der Fernsehserie Masada (1981) der American Broadcasting Company (ABC).
Novarese, Vater der Schauspielerin Letitia Roman, arbeitete im Laufe seiner Karriere mit Filmregisseuren Robert Day, Boris Sagal, Ken Hughes, Henry King, Joseph L. Mankiewicz, George Stevens und Carol Reed zusammen und war auch verantwortlich für die Kostüme der Fernsehserie Sandokan – Der Tiger von Malaysia (1976).

## Filmografie (Auswahl)
- 1958: Rebell ohne Gnade (Capitan Fuoco)